# أساطير أيرلندية

حفظ التراث الشفهيّ المحافِظ أساطير أيرلندا قبل المسيحية. مع وصول المسيحية، كُتبت أول المخطوطات في أيرلندا، لتحفظ كثيرًا من هذه الحكايات في الأدب الأيرلندي القروسطي. ومع أن التأثير المسيحيّ ملحوظ في هذه المخطوطات، فإنها تقدّم أوسع الفروع وأفضلها حفظًا من الميثولوجيا الكيلتيّة. ومع أن كثيرًا من المخطوطات لم يصل إلينا وكثيرًا من المادّة الأسطورية لم يُكتَب أصلًا، فإن ما لدينا يكفي لتحديد دورات مستقلّة وإن تداخلت: الدورة الميثولوجية، والدورة الأولسترية، والدورة الفينية والدورة التاريخية. ولدينا إلى جانب ذلك مجموعة من النصوص التي لا تنتمي إلى أي من هذه الدورات، والكثير من القصص الشعبية المكتوبة التي استمرّت تراثًا شفهيًّا لتوازي التراث المخطوط، والتي وإن لم تكن أسطورية، فإنها تستدعي شخصيات من دورة أو أكثر من هذه الدورات الأربع.

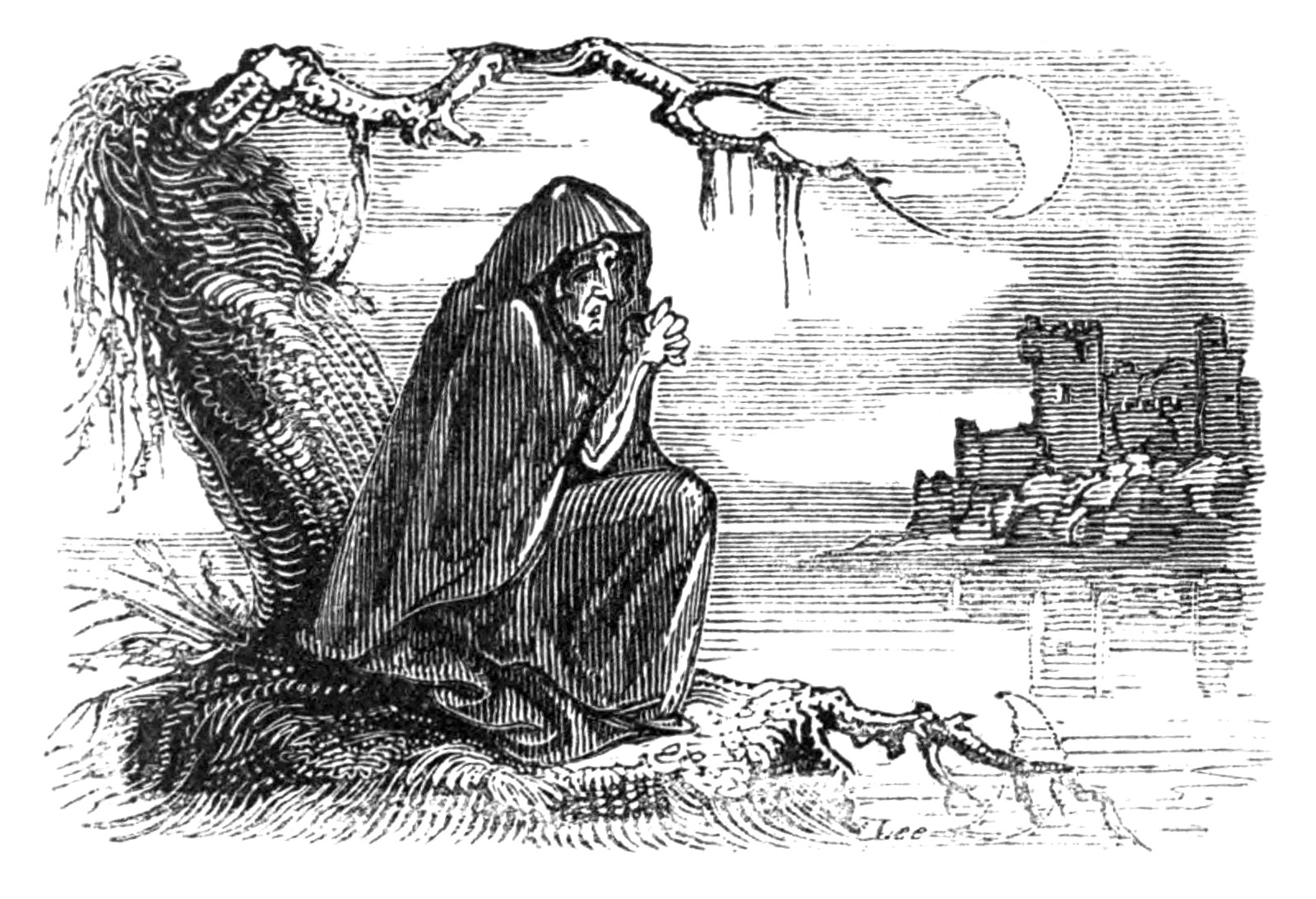

من أشهر القصص المعروفة اليوم: تير نا نوغ، وفيون ماككومايل، ونا فيانا، وذا أو سي، وسيتانتا (كوكولاين)، وذا تواثا دو دانان، وأولاد لير، وتاين بو كوالنج، وسلمون المعرفة.

## الألوهة في الأساطير الأيرلندية
بالاعتماد على المصادر، تتنوّع أهمّية الآلهة -مذكّرة ومؤنّثة- في الأساطير الأيرلندية. تركّز القصص الجغرافية، الدندشنشات، على أهمية الآلهة المؤنثة والأسلاف الأقوياء، أمّا التراث التاريخي فيركز على الغُزاة والمبتكرين والمحاربين الذكور، ولا تتدخّل الشخصيات المؤنثة إلا في الأحداث الجانبية.
ترتبط الإلهات البدائية والأسلافيّة بالأرض والماء والسيادة، ويُنظَر إليهنّ عادةً على أنهنّ أقدم الأسلاف لسكّان المنطقة أو شعبها. وهنّ كائنات أمومية يرعين الأرض وأبناءهن، ولكنّهن أيضًا مدافعات قويّات ومعلّمات ومحاربات. أمّا الآلهة الأكثر تشخيصًا فترتبط بقيم ثقافيّة، كالشعر أو الحدادة أو الطب، كما في حالة بريجيد. بعض هذه الشخصيات المؤنثة المرتبطة بالكهنة متنبّئة، لا سيما عندما تتنبّأ بالموت والخسارة. يُعد تصوير الحيوانات بصور الآلهة خاصية مهمّة من خصائص الميثولوجيا الأيرلندية. فالإله بادب كاثا مثلًا، هو «غراب المعركة»، وفي ملحمة تاين بو كوايلنج، يتحول الموريغان إلى أنقليس وذئب وبقرة.

### الآلهة المؤنثة
لا تختصّ الآلهة المؤنثة الكيلتية بخاصة واحدة كالحبّ مثلًا، بل لهنّ طبيعة الإنسان متعدد المواهب الماهر في عدّة مجالات. ومن هذا الوجه يختلفن عن الآلهة المؤنثة في مجمع الآلهة الإغريقي أو الروماني.
أمّ التواثا دي دانان هي الإلهة آنو أو دانو.
ترتبط أسماء عدة إلهات بأماكن مقدسة تقام فيها مهرجانات موسمية. منها الإلهة ماكسا في قلعة نافان، وكارمان وتايلتيو، وأُخَر.
تصوّر الإلهات المحاربات عادة في صورة ثالوث، ويرتبطن بالسيادة والحيوانات المقدسة. يرتبط بعض الحيوانات بالمذابح والمجازر، كالذئاب والغربان، ويرتبط بعضها بخصب الأرض، كالمواشي. تحمي هذه الإلهات أرض المعركة والمحاربين، ووفقًا للقصص التي في تاين بو كوالينج فإن بعض هذه الإلهات قد يكنّ هنّ محرّضات الحرب ومديراتها. إلهات المعركة الرئيسات هنّ الموريغان وماكسا وبادب. لوحظ وجود بعض النساء المحاربات الأخريات أيضًا في عصابات فيانا، مثل لياث لواكرا، وهي واحدة من النساء اللواتي درّبن البطل فيون ماك كومهيل.

### الآلهة المذكرة
تقسم الآلهة الأيرلندية إلى أربع فئات رئيسة. تجمع الفئة الأولى الآلهة الأقدم لبلاد الغال وبريطانيا. والفئة الثانية هي التي تركز عليها الأساطير، وهي الآلهة المحلية الأيرلندية التي تسكن في المقابر (كومات تراب الموتى). وتجمع الفئة الثالثة الآلهة التي تسكن في البحر، أما الفئة الرابعة فتحتوي على قصص العالم الآخر. أكثر الآلهة ظهورًا هما داغدا ولوغ. يرى بعض الباحثين أن قصص هذه الآلهة تتلاءم مع قصص الآلهة الإغريقية.

### الكهنة
كان الكهنة محلّ تقدير كبير في المجتمع بوصفهم قادة روحيين ومعلمين وعمالًا ماهرين في عدّة حِرَف.

### الأبطال
يمكن تقسيم الأبطال في الأساطير الأيرلندية إلى فئتين مستقلتين. يمثّل الفئة الأولى البطل المستقيم الذي ينشأ في المجتمع ويحميه من الغزاة الخارجيين. في القبيلة أو التراث، يختلف الآلهة والأبطال في أن الأخيرين بشر والأوّلين غير بشر.
ويمثل الفئة الثانية عصابات الفيانا المحاربة، وهم محاربون من خارج المجتمع مرتبطون بالبرية، والشباب والتطرف. كان ينظر إليهم على أنهم غرباء يحمون المجتمع من غرباء آخرين، ومع أنهم قد يقضون الشتاء في مجتمع مستقر، فإنهم يقضون الصيف في الحياة البرية، يدرّبون المراهقين ويؤمنون ملجأ للمحاربين المصابين. يعيش هؤلاء المحاربون تحت سلطة قادتهم، ولكنهم قد يكونون أحيانًا بلا سلطة، وقد يتبعون آلهة أو أرواحًا تختلف عن التي يتبعها أهل المجتمعات المستقرة.

## حكايات أخرى

### مغامرات
المغامرات، أو الإكتري، هي مجموعة من القصص حول زيارات للعالم الآخر الأيرلندي (الذي قد يكون غربًا بعد البحر، أو تحت الأرض، أو ببساطة مخفيًّا عن البشر). أشهره قصة أويسن في تير نا نوغ، وهي قصة تنتمي إلى الدورة الفينية، ولكن عدة قصص أخرى مستقلة قد وصلتنا، منها مغامرة كونل، ورحلة بران ماك فيربيل، ومغامرة لوغير.

### أسفار
الأسفار أو الإماراما، هي حكايات عن رِحَل بحرية قد تكون عجائبها مستفادة من خليط من تجارب البحّارة وعناصر من العالم الآخر تُلهم هذه المغامرات. لم يصلنا من الأسفار السبعة المذكورة في المخطوطات إلا ثلاثة: رحلة ميل دوين، ورحلة الوي كورا، ورحلة سندغس وماك رياغلا. رحلة ميل دوين هي السابقة التي ألهمت رحلة القديس بريندان. من الأعمال الأخرى المتأخرة في القرن الثامن الميلادي التي أثرت في الأدب الأوروبي: رؤيا أدامنان.

### حكايات شعبية
خلال السنين الأولى للقرن العشرين، كتبت هيرميني تمبلتون كافاناغ كثيرًا من القصص الشعبية الأيرلندية التي نشرتها في المجلات وفي كتابين. بعد ستة وعشرين سنة من موتها، أُنتِج فلم مستوحى من قصتين في كتابيها، داربي أوغيل والناس الطيبون، ورماد الأمنيات القديمة، سُمّي الفلم داربي أوغيل والناس الصغار. جمعت كاتبة المسرحيات الأيرلندية ليدي غريغوري أيضًا حكايات شعبية لتحافظ على التاريخ الأيرلندي.